# Mysłakowice (stacja kolejowa)
Mysłakowice – stacja kolejowa w Mysłakowicach w powiecie karkonoskim, w województwie dolnośląskim, w Polsce.
W styczniu 2023 pod ciężarem śniegu doszło do zawalenia drewnianej wiaty nad peronem.
Stacja została ponownie otwarta 15 czerwca 2025 r. wraz z otwarciem linii kolejowej do Karpacza.